# 前160年
| 千纪： | 前1千纪 |
| 世纪： | 前3世纪 \| 前2世纪 \| 前1世纪                                                                                         |
| 年代： | 前190年代 \| 前180年代 \| 前170年代 \| 前160年代 \| 前150年代 \| 前140年代 \| 前130年代                               |
| 年份： | 前165年 \| 前164年 \| 前163年 \| 前162年 \| 前161年 \| 前160年 \| 前159年 \| 前158年 \| 前157年 \| 前156年 \| 前155年 |
| 纪年： | 西汉汉文帝后元四年 |

## 大事记
- 四月丙寅晦，汉朝中国日食。
- 五月，汉文帝赦天下，巡视雍地。

## 逝世
- 老上单于，匈奴单于。
- 卢基乌斯·埃米利乌斯·保卢斯·马其顿尼库斯，罗马共和国执政官。
- 提馬克斯，米底亚国王。
- 猶大·馬加比，馬加比反抗軍領導者。